# 567 a.C.

## Eventos
- Este ano é dado por uma tábua astronómica do reinado de Nabucodonosor II como sendo a data absoluta para o 37.º ano de reinado de Nabucodonosor.
- O Faraó Apriés regressa ao Egito apoiado pelo exército babilónio, não conseguindo no entanto escapar a ser feito prisioneiro por Amásis, seu antigo general.